# 2014年亞洲運動會烏茲別克代表團
2014年亞洲運動會烏茲別克代表團是烏茲別克參加2014年亞洲運動會的體育代表團。烏茲別克代表團在本屆賽事拿下9面金牌、14面銀牌、22面銅牌，總計45面獎牌，在獎牌榜中排名11。

## 奖牌榜
| 名次 | 代表团  | 金牌 | 银牌 | 铜牌 | 总数 |
| ---- | ------- | ---- | ---- | ---- | ---- |
| 11   | （UZB） | 9    | 14   | 22   | 45   |